# Vybíjená

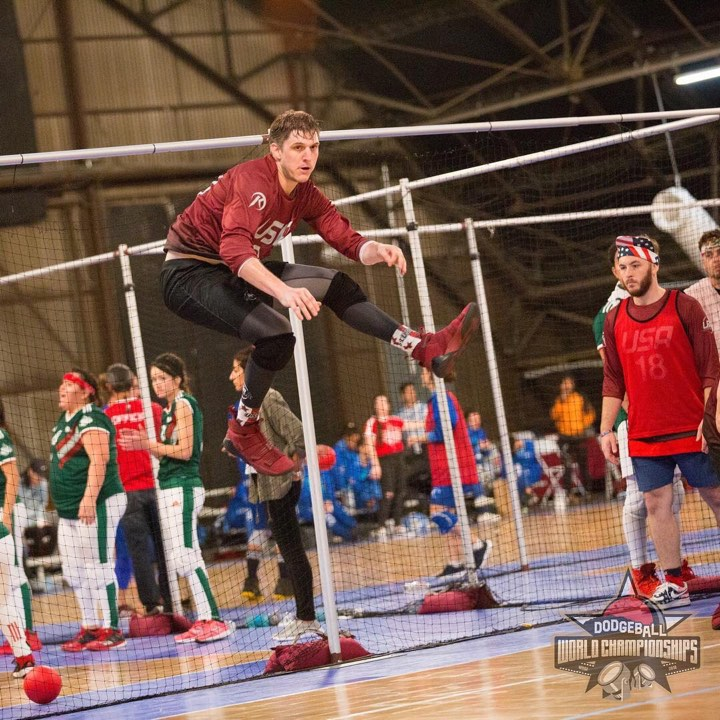
Mistrovství světa ve vybíjené v Los Angeles 2018

Vybíjená je míčová hra, při které se hráči snaží zasáhnout ve vytyčeném prostoru soupeře míčem a vyřadit ho tak ze hry (vybít).

## Herní varianty

### Týmová hra
Obvykle proti sobě hrají dvě družstva, z nichž každé obsadí polovinu hrací plochy. Každé družstvo má kapitána, ten se postaví do zázemí za soupeřovu polovinu. Na začátku hry se losem určí, kdo má míč. Míč musí být nabitý, tzn. že hráč musí nejprve chytit míč hozený jiným hráčem, teprve pak může vybíjet, tzn. snažit se zasáhnout míčem některého ze soupeřů. Hráč, který je zasažen, vypadává a odchází do zázemí za soupeřovu polovinu. Tam se může dále účastnit hry (nahrávat, vybíjet). Neplatí zásah od země nebo od stěny. Hráč se také může zachránit, pokud míč chytí. S míčem jsou povolené 3 kroky. Když jsou vybiti všichni hráči v poli, jde do hry jako poslední kapitán, který má jeden život jako všichni ostatní. Vítězí družstvo, které vybije všechny protivníky včetně kapitána, případně v časovém limitu vybije více soupeřů.

### Všichni proti všem
Ve variantě všichni proti všem (maso) každý hraje sám za sebe. Hráči se mohou volně pohybovat po celé hrací ploše, snaží se zmocnit míče a zasáhnout s ním ostatní. Kdo je zasažen, vypadává. Když zůstane posledních několik hráčů, obvykle se zmenší hrací plocha, aby se zbývající hráči mohli snadněji vybít. Hraje se tak dlouho, dokud nezůstane poslední hráč – vítěz.
Je možné také hrát se dvěma či třemi míči. Hra má pak mnohem rychlejší spád. Také je možné v poli rozestavit překážky (nářadí), za které se hráči mohou schovávat. Existuje také vracečka, ve které se vybití hráči mohou vracet do hry. Hráč, který je vybit, si pamatuje, kdo ho vybil, a když je vybit jeho přemožitel, smí se vrátit do hry. Hra tak pokračuje, dokud jedna osoba nevybije všechny ostatní, tudíž nakonec zůstane sama.

### Malá vybíjená
Základní postavení hráčů i kapitánů je stejné. Kapitáni mohou vybíjet bez přehozů a nabíjení, tedy rovnou. Vybití hráči odchází zcela ze hry. Pokud někdo míč chytí, získá život navíc.

### Americká vybíjená
Hraje se bez kapitánů a se čtyřmi míči. Míče se rozestaví na dělicí čáru. Na určité znamení se týmy rozeběhnou pro míč. Následně se snaží vybít hráče protějšího týmu. Vybitý hráč odchází ze hry a v případě, že se jeho týmu podaří vybít soupeře, může se zase vrátit do hry. Vyhrává tým, který vybil všechny soupeřovy hráče. Lze hrát i zkrácenou verzi, při níž se po uplynutí časového limitu spočítají hráči v poli. Tým s nejvíce hráči v poli vyhrál.

## Vybavení

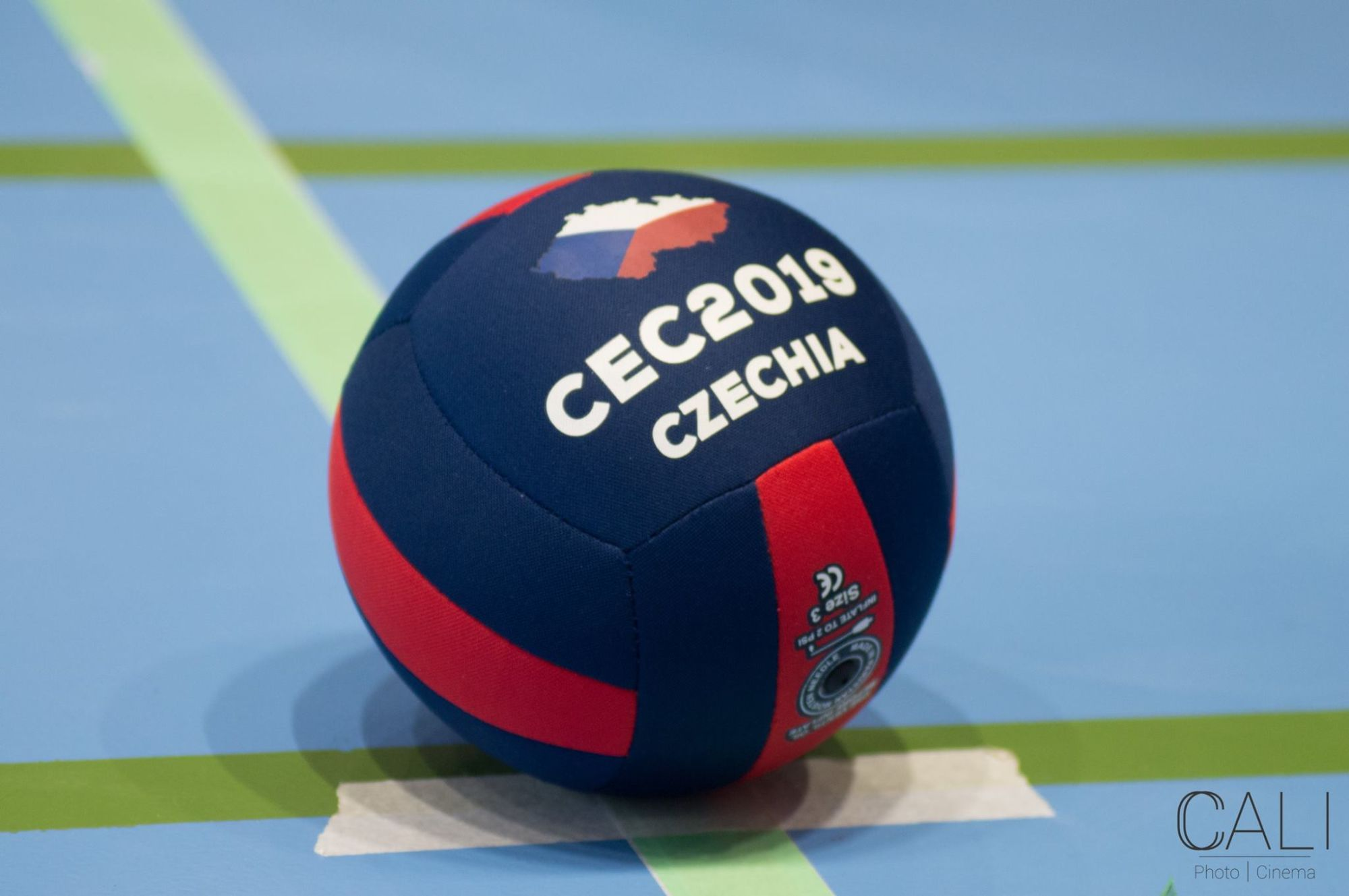
Látkový míč z Mistrovství střední Evropy 2019

### Míč
Vybíjená se po celém světe hraje s několika druhy míčů, typicky jsou gumové, pěnové nebo látkové. Pěnové i látkové míče mají průměr 17,8 cm (7 in). Na mistrovstvích světa se obvykle používají pěnové míče. V roce 2022 se odehrálo první mistrovství světa, kde se objevila jak kategorie s pěnovými míči, tak s míči látkovými. Nejbežněji se hraje s 5 nebo 6 míči (výjimečně 3). Počet míčů ve hře je různý po celém světě. Záleží vždy na pořádající organizaci, velikosti hřiště nebo také úrovni turnaje.

### Výstroj
Na soutěžích je povinný stejnokroj. Volitelnou výstrojí jsou chrániče kolen a kompresní návleky. Hráči nesmí nosit výstroj, která by mohla ohrozit zdraví ostatních hráčů ani jich samotných.

### Hřiště

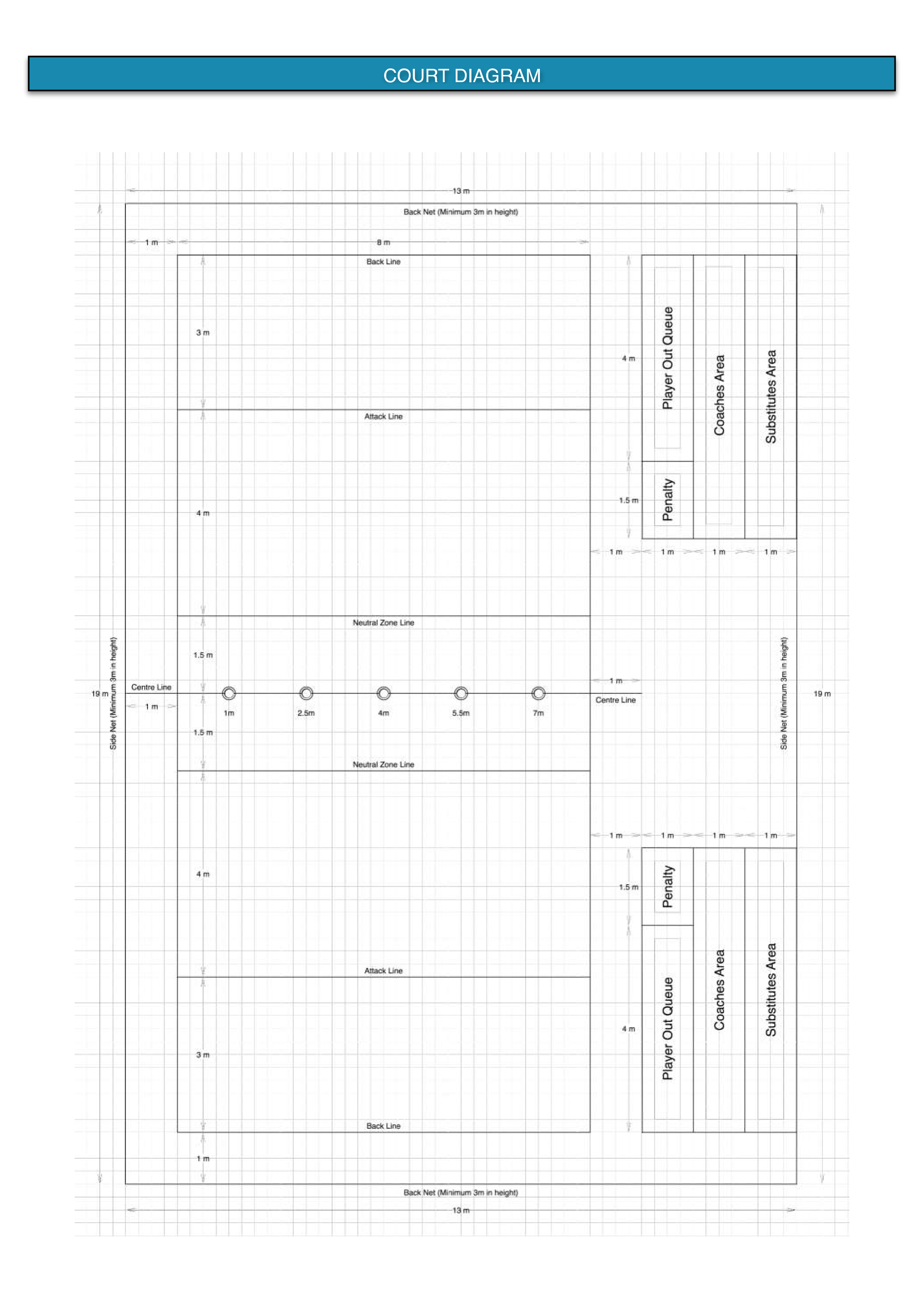
Diagram hracího kurtu

Hřiště má tvar obdélníku s délkou 16–18 m, šířkou 8–9 m a je vytyčeno čárami, které mají 5 cm na šířku. Vnitřní okraj čar lemuje hřiště, a čáry tak nejsou jeho součástí. Střed středové čáry půlí hřiště a tato čára musí být protažená alespoň jeden metr za postranní čáry. Na středové čáře je pět značek pro jednotlivé míče. Jedna přesně uprostřed a pak vždy 1,5 m od nejbližší značky. Střední pásmo je plocha na obě strany 1,5 m od středové čáry a nezahrnuje čáry, které jej lemují. Obranné pásmo je plocha mezi základní čárou na středním pásmem a nezahrnuje čáry, které jej tvoří. Kolem hřiště musí být alespoň jeden metr prostoru ze všech čtyř stran.

## Pravidla
Pravidla se liší v závislosti na formátu hry, pořádající organizaci a úrovni soutěže. Následující pravidla platí pro turnaje spadající pod EDF a jsou to pravidla, kterými se řídí ČAD a velká část evropských soutěží.

### Počet hráčů
Ve hře proti sobě soupeří dva týmy, ve kterých je 6 hráčů v poli, 2 retrievři, kteří podávají míče, které jsou na jejich polovině mimo kurt a až 4 náhradníci. Celkem má tým maximálně 12 hráčů. Minimální počet hráčů je určen pravidly každého turnaje.

### Trvání zápasu
Vybíjená se hraje na 2 poločasy, z nichž každý je rozdělen na maximálně tříminutové sety. Poločas trvá 15 až 20 minut.
V každém setu se rozdělují dva body. Pokud uběhnou celé tři minuty, set vyhrává tým, ve kterém je více hráčů a ten získává 2 body. Pokud po uplynutí tří minut nastává rovnost počtu hráčů v poli, oba týmy získávají po jednom bodu. Pokud jeden tým eliminuje všechny hráče protějšího týmu před uplynutím tříminutového limitu, set končí, tým si připisuje dva body a začíná set další. Pokud set skončí a zároveň do konce poločasu chybí méně než minuta a půl, nastává poslední set poločasu, který trvá právě minutu a půl. Po jeho dohrání poločas končí, i když jeden tým stihne eliminovat druhý ještě před jeho koncem.

### Zahájení zápasu a navazujících setů
Zápas i set začíná tak, že se pět míčů rozloží na středovou čáru a po úvodním hvizdu si nanejvýš tři hráči z každého týmu běží pro míče. To se nazývá rush. Týmu připadají dva míče nalevo od středového míče. Středový míč může získat kterýkoli z obou týmů. Hráč běžící pro středový míč se nesmí úmyslně dotknout soupeře ani udělat přešlap.
Míče nejsou živé, dokud nejsou hozeny zpět za útočnou čáru, takže s nimi do té doby nelze soupeře vybít. Pokud však skončí jeden z nestředových míčů na straně soupeře, je živý okamžitě.
Na začátku zápasu může pouze hráč se živým míčem překročit středovou čáru a využít i soupeřovu část středního pásma. Jakmile je hozen první živý míč nebo je přenesen přes středovou čáru, přejít středovou čáru může každý hráč.

### Útok
Útočí vždy tým, na jehož straně je většina míčů. Ten má pět vteřin na to založit útok. Po těchto pěti vteřinách rozhodčí oznámí počet míčů, které tým musí do pěti vteřin hodit a začíná odpočet rozhodčím. Počet míčů, které v tomto případě tým musí hodit je jasně daný. Pokud je počet hráčů v týmu, na jehož straně je většina míčů, menší, než počet míčů, každý z hráčů musí hodit míč. Pokud je tento počet roven počtu míčů nebo větší, tým musí hodit tolik míčů, aby mu zůstal jen jeden míč. Tento počet je vždy oznámen rozhodčím. Pokud tým nezvládne hodit dostatečný počet míčů, vypadávají ze hry všichni hráči, kteří drží míč nebo by jej držet mohli, ale odmítli jej zvednout ze země.
Míčem se hráč může krýt. Pokud je hráč trefen do hřbetu ruky, kterou drží míč, zásah se nepočítá. Zblokovaný míč je stále živý, pokud tedy odražený míč trefí jinou část hráčova těla např. jeho nohu nebo jiného spoluhráče, takto trefený hráč vypadává ze hry.
Pokud míč trefí více hráčů, aniž by se předtím dotkl země, vypadávají všichni hráči, kterých se dotkl.
Pokud je míč chycen, hráč, který jej hodil, vypadává ze hry a jeden hráč týmu, který jej chytil, se do ní vrací. Pokud je tento tým v plném počtu, do hry se nevrací nikdo. Pokud je hráč nebo více hráčů trefeno a míč chytí jeho spoluhráč předtím, než se dotkne země, vypadávají všichni hráč, kterých se míč dotkl stejně jako hráč, který míč házel. Týmu, který míč chytil, se vrací jeden hráč zpět do hry.
Pokud se hráč dotkne jakoukoli částí těla nebo uniformy čáry nebo podlahy mimo kurt, vypadává ze hry. Výjimkou je pokus, při kterém hráč doklouže na/za čáru, zatímco se snaží chytit míč. Pokud má míč pod kontrolou dříve, než se dotkne čáry, nevypadává ze hry.
Hráč může skočit do soupeřova hřiště a pokud předtím, než dopadne na část kurtu patřící soupeři, trefí protihráče, pokračuje dále ve hře, zatímco protihráč vypadává.

## Asociace
Sport je v České republice pod správou České Asociace Dodgeballu (ČAD), která vznikla 28. března 2018, pořádá Mistrovství České republiky a nominuje reprezentanty na mezinárodní turnaje. Asociace je členem Evropské Dodgeballové Federace (EDF), která je od roku 2019 členem Světové Federace Dodgeballu (WDBF).